# Yorai Lahav-Hertzanu
Yorai Lahav-Hertzanu (hébreu : יוראי להב-הרצנו, né le 5 août 1988), est un homme politique israélien. Il est actuellement membre de la Knesset pour Yesh Atid.

## Biographie
Né à Tel Aviv-Jaffa, Lahav-Hertzanu a été président du Conseil étudiant de Tel Aviv-Jaffa pendant trois ans alors qu'il était à l'école. Je suis diplômé de l'Université de Tel Aviv avec un LL.B. et un B.A. en histoire du Moyen-Orient et de l'Afrique. Il a également obtenu une maîtrise exécutive en droit public de l'Université de Tel Aviv et de l'Université Northwestern. Bien qu’il ait bénéficié d’une exemption du service militaire pour des raisons de santé, il s’est porté volontaire pour servir dans les Forces de défense israéliennes et a passé six ans dans l’armée, les deux dernières au sein de la délégation de Tsahal en Inde, au Népal et au Sri Lanka. Il est ensuite devenu blogueur pour le Times of Israel.
En 2013, il rejoint Yesh Atid et devient chef de l'aile jeunesse du parti. Il s'est présenté aux élections au conseil municipal d'Herzliya sur la liste du parti. Avant les élections à la Knesset de 2015, il était classé trentième sur la liste du parti, mais il n'a remporté que onze sièges. Il a été remonté à la quinzième place sur la liste du parti pour les élections d'avril 2019, et lorsque le parti a rejoint l'alliance Bleu et blanc, il a obtenu la trente-cinquième place sur la liste commune. Il a été élu à la Knesset puisque l’alliance a remporté 35 sièges. Bien qu’il ait conservé la trente-cinquième place sur la liste Bleu et blanc pour les élections anticipées de septembre 2019, l’alliance a été réduite à 33 sièges, ce qui a fait perdre son siège à Lahav-Hertzanu. Cependant, il est réintégré à la Knesset en janvier 2020 en remplacement de Gadi Yevarkan. Après avoir été placé trente-cinquième sur la liste du parti pour les élections de mars 2020, il a perdu ses sièges, Bleu et blanc ayant été réduit à 33 sièges. Cependant, il est réintégré à la Knesset le 19 juin 2020 en remplacement de Hili Tropper, qui avait démissionné de son siège en vertu de la loi norvégienne après avoir été nommé ministre. Lahav-Hertzanu a été classé quatorzième sur la liste Yesh Atid pour les élections de 2021 et a été réélu puisque le parti a remporté 17 sièges.
Lahav-Hertzanu est gay et vit avec son partenaire à Herzliya.